# Charlie Watts

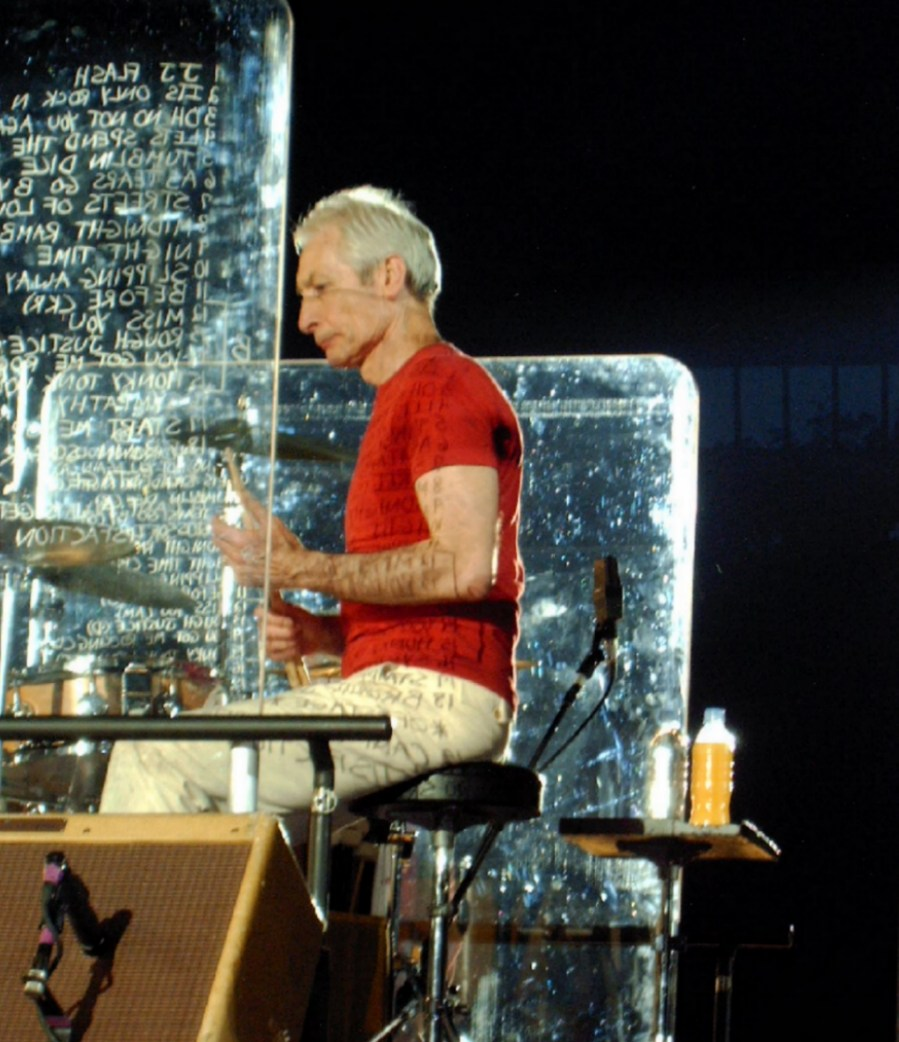
Charlie Watts in Hannover, juli 2006

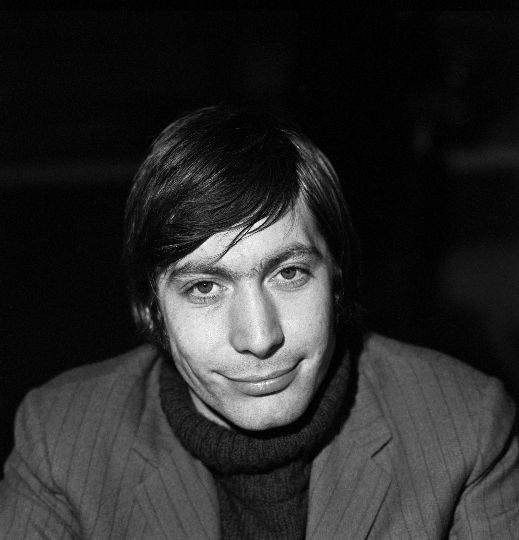
Charlie Watts (1965)

Charles Robert Watts (Islington (Londen), 2 juni 1941 – Londen, 24 augustus 2021) was een Brits muzikant. Hij werd wereldberoemd als de drummer van de Engelse rockband The Rolling Stones.

## Levensloop

### Afkomst
Charlie Watts groeide samen met een zus op in de Londense stadsdelen Wembley en Islington. Zijn vader werkte voor de Britse spoorwegen. 

### Drummer
Op jonge leeftijd raakte Watts geobsedeerd door het spel van drummers als Buddy Rich, Max Roach en Chico Hamilton. Al snel kreeg hij zijn eerste drumstel en leerde zichzelf drummen door mee te spelen op platen van zijn muzikale voorbeelden. Watts was vooral geïnteresseerd in de jazz. Later zou hij dan ook in meerdere jazzbands spelen. Na zijn middelbare school volgde Watts een opleiding tot reclametekenaar op de Harrow Art School, waar hij tevens uitblonk in voetbal. In 1960 speelde hij in een lokaal bandje, toen hij kennis maakte met Alexis Korner, de grondlegger van de bluesscene in Londen. Korner wist Watts te overtuigen om achter het drumstel van zijn invloedrijke band Blues Incorporated te kruipen.
Zijn leven als muzikant was in eerste instantie van korte duur. Watts kon het optreden en oefenen maar moeilijk combineren met zijn baan als tekenaar op een reclamebureau. Toch lukte het The Rolling Stones, die op het punt van doorbreken stonden, eind 1962 Watts te strikken als drummer. In januari 1963 zegde hij zijn reguliere baan op om zich alleen nog maar op The Stones te concentreren.
Watts bleef tot het eind van zijn leven actief lid van The Rolling Stones. Hij was tevens deels eigenaar van het zakelijk imperium van de Stones. Na het vertrek in 1993 van vriend en bassist Bill Wyman, koos Watts de jonge Darryl Jones uit als diens vervanger.
Op de in 2019 door het tijdschrift Rolling Stone gepubliceerde ranglijst van 100 beste drummers in de geschiedenis van de rockmuziek kreeg Charlie Watts de 12e plaats toegekend.

### Tekenaar
Watts was ook een begenadigd tekenaar. Hij stond er om bekend in iedere hotelkamer waar hij verbleef het bed te tekenen en deze tekeningen aan zijn uitgebreide collectie toe te voegen. Hij verzorgde tevens de tekeningen op de hoes (en later het cd-boekje) van het album Between the Buttons en was nauw betrokken bij het ontwerpen van verschillende podia. 

### Soloprojecten
Watts heeft meerdere jazz- en big-band-opnames uitgegeven met verschillende zangers en muzikanten.
- Februari 1987: Live at Fulham Town Hall (Charlie Watts Orchestra)

VS #14, 6 weken (Billboard Top Jazz Albums)
- Februari 1991: From One Charlie (Charlie Watts Quintet)
- Augustus 1992: Tribute to Charlie Parker with Strings (Charlie Watts Quintet)

VS #19, 10 weken (Billboard Top Jazz Albums)
- December 1993: Warm & Tender' (Charlie Watts)

VS #6, 15 weken (Billboard Top Jazz Albums)
- Juni 1996: Long Ago & Far Away (Charlie Watts)

VK #86, 2 weken; US #10, 13 weken (Billboard Top Jazz Albums)
- Mei 2000: Charlie Watts/Jim Keltner Project (Charlie Watts en Jim Keltner)
- Augustus 2004: Watts at Scott's (Charlie Watts)
- Maart 2010: The Magic of Boogie Woogie (Charlie Watts, Axel Zwingenberger, Dave Green)

### Speelstijl
Watts' drumstijl kenmerkte zich voornamelijk door soberheid. Keith Richards beaamde dat door te zeggen dat hij tijdens concerten zich altijd richt op Charlie, opdat hij zich niet van de wijs liet brengen door het flamboyante en opzwepende gedrag van zanger Mick Jagger. Charlie had een voorliefde voor jazz en was dan ook het meest in zijn element als hij samen met zijn eigen big band optrad.
Watts stond bekend als een van de ruigere beat- en bluesdrummers van de vroege jaren 60. Vanaf het einde van de jaren 60 ontwikkelde Watts zich aan de hand van Stonesproducer Jimmy Miller, zelf ook drummer, tot een meer allround slagwerker. Bekende voorbeelden van zijn ingetogen, maar zeer karakteristieke stijl zijn terug te horen op nummers als "Honky Tonk Women", "Start Me Up" en "Paint it, Black". Veel drummers noemen Watts een van de meest invloedrijke blues- en rockdrummers.
Watts speelde zijn gehele professionele loopbaan op drums van het merk Gretsch. Zijn standaardkit bestond uit een snare, tom, floor tom en een kick. Watts' geluid werd mede gekarakteriseerd door het gebruik van een Chinees bekken, de zogenaamde china cymbal. Deze gebruikte hij voor het eerst veelvuldig op het album Tattoo You. Zijn meest recente drumstel omvatte een china, china-ride of swish-knocker, crash en ride van de merken Ufip en Zildjian. De producent van drumstokken, Vic Firth, bracht een Charlie Watts Signature-serie op de markt.

### Privé
Watts trouwde op 14 oktober 1964 op 23-jarige leeftijd in Bradford met de drie jaar oudere Shirley Ann Shepherd (1938-2022). Ze leerden elkaar kennen op de kunstacademie in Londen. Zij kregen in 1968 een dochter,  Seraphina Watts. Watts stond bekend als een rustig, evenwichtig persoon en ging zich, op een korte periode in de jaren 1980 na, nooit te buiten aan drank of drugs, zoals zijn bandgenoten. 
Watts was een verwoed verzamelaar van antieke zakhorloges en klassieke Britse auto's, alhoewel hij geen rijbewijs had. Met zijn vrouw Shirley Ann deelde hij een voorliefde voor paarden (Arabieren). Hun manege was gevestigd in Dolton, op het terrein van hun landhuis.
Op 24 augustus 2021 overleed Watts op 80-jarige leeftijd in een Londens ziekenhuis.